# Comédie à l'italienne
Pour les articles homonymes, voir Comédie italienne.
 (janvier 2013).
Si vous disposez d'ouvrages ou d'articles de référence ou si vous connaissez des sites web de qualité traitant du thème abordé ici, merci de compléter l'article en donnant les références utiles à sa vérifiabilité et en les liant à la section « Notes et références ».

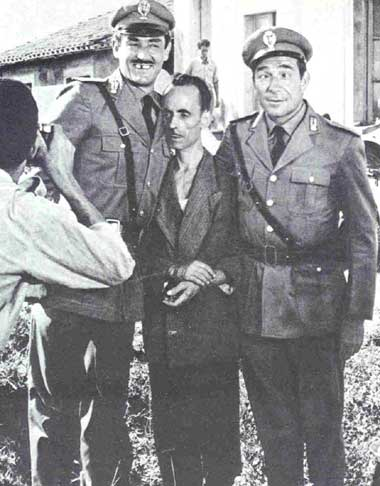
Les Monstres de Dino Risi, un classique de la comédie à l'italienne

La comédie à l'italienne (italien : commedia all'italiana) est un genre cinématographique né en Italie dans les années 1950 et 1960.

## Les origines
En droite ligne de la Commedia dell'arte, l'art de la comédie est une des caractéristiques basiques du spectacle italien. Très tôt, le cinéma va marcher sur ses traces et ce sera d'autant plus aisé qu'il va s'agir d'une réaction au néoréalisme qui, dans l'après-guerre, porte un regard plus que sérieux sur la société de l'époque : défauts supposés, excès, abus, le rendu est noir et dramatique.
Une première phase d'évolution du néoréalisme va consister à égayer un tant soit peu ce rendu : ce sera l'époque dite du néoréalisme rose où, tout en continuant de filmer des situations dramatiques et angoissantes, les réalisateurs vont ajouter des « happy endings », des fins moins pessimistes. La réalité italienne de l'après-guerre va, dès lors, bénéficier d'une lecture humoristique, souvent ironique.
Les initiateurs de cette première tendance vont être Luigi Zampa avec ses films Vivre en paix (Vivere in pace) en 1947 et Les Années difficiles (Anni difficili) en 1948 et Renato Castellani qui réalise Mon fils professeur (Mio figlio professore) en 1946 et Deux Sous d'espoir (Due soldi di speranza) en 1952 récompensé par le grand prix au Festival de Cannes 1952.

## Les années 1950

### Les acteurs
Comme tout cinéma comique, la comédie italienne va avoir pour assise et moteur essentiel les acteurs. Dans la fin des années 1940 et le début des années 1950, le théâtre puis le cinéma comique italien voient émerger un personnage qui va devenir l'acteur emblématique de la comédie italienne : Totò s'est glissé dans le rôle d'un Italien misérable, en butte au chômage et à la petite délinquance, risible mais aspirant à la dignité. Quelque peu égaré, à ses débuts, dans des films de qualité très moyenne, il va devenir un acteur culte de la comédie.
Il y aura aussi la famille De Filippo, les enfants d'Eduardo Scarpetta dont les comédies écrites fin XIXe siècle et début XXe siècle seront reprises dans les années 1950, Titina née en 1898, Eduardo né en 1900 et Peppino né en 1903, tous trois sur les planches, et plutôt dans le genre comique, depuis 1933.
Et puis, voici Alberto Sordi qui va camper le rôle d'un « Italien moyen » lâche, profiteur, indolent et tire-au-flanc.
Il y aura également Vittorio Gassman, le matamore, dragueur, menteur, escroc et « grande gueule ».
Vittorio De Sica, dont on oublie parfois les talents d'acteur au profit de ses réalisations remarquables, sera également de la partie tout comme Aldo Fabrizi et Marcello Mastroianni, aussi à l'aise, l'un comme l'autre, dans des rôles graves ou des rôles drôles.
N'oublions pas non plus Gino Cervi en maire communiste et Fernandel en Don Camillo qui vont également concourir à cette explosion de comique.
Les actrices, quant à elles, qui ne sont pas exclusivement « étiquetées » comiques, auront une capacité quasi naturelle d'adaptation au genre. Aussi bien Gina Lollobrigida que Silvana Pampanini, Carla Gravina que Claudia Cardinale, Sophia Loren que Virna Lisi vont y apporter une contribution non négligeable. Sans oublier Anna Maria Ferrero, Delia Scala, Lea Padovani, Eleonora Rossi Drago…

### Les scénaristes
Il faut, bien sûr, en guise de « carburant », des sujets qui fassent « tourner » ces moteurs. Les scénaristes vont naturellement en être les fournisseurs.
Sergio Amidei, un pur produit du néoréalisme, l'auteur de Rome, ville ouverte, Sciuscià, Paisà, va devenir un maître du néoréalisme rose.
Rodolfo Sonego sera, en quelque sorte, « le scénariste de Sordi ».
Ruggero Maccari verra ses écrits principalement servis, dans les années 1950, par Totò, Peppino De Filippo, Alberto Sordi, Aldo Fabrizi.
Le tandem Age-Scarpelli va entamer, en cette période, trente-cinq années de collaboration. Suso Cecchi D'Amico, avec le tandem précédent, va nous livrer, entre autres, l'ineffable Pigeon (I soliti ignoti) en 1958. La création de tandems stables de scénaristes est une des caractéristiques originales du cinéma comique italien : ainsi Leo Benvenuti et Piero De Bernardi, Ruggero Maccari et Ettore Scola.
Ettore Scola commence sa carrière cinématographique comme scénariste, de premier abord dans le genre comique, mais aussi dans le genre comédie musicale. Il sera l'auteur, entre autres, de l'Américain à Rome (Un americano a Roma) de Steno en 1954 et du Célibataire (Lo scapolo) de Pietrangeli en 1955.

### Les réalisateurs et leurs films
Des acteurs, des sujets… encore faut-il des réalisateurs ! Ce n'est pas ce qui va faire défaut… et ce seront des grands !
- Signalons une brève apparition, en 1950, d'Eduardo De Filippo derrière la caméra pour Naple millionnaire (Napoli milionaria) avec Totò et sa sœur Titina.
- Mario Monicelli va « redresser la barre » de la carrière de Totò dès 1949 avec Totò cherche un appartement (Totò cerca casa) puis avec Gendarmes et Voleurs (Guardie e ladri) en 1951 coréalisé avec Steno ou Totò e Carolina en 1955. Il va ensuite faire jouer Alberto Sordi dans Un héros de notre temps (Un eroe dei nostri tempi) en 1955 et Le Médecin et le sorcier (Il medico e lo stregone) en 1957, puis signer un chef-d'œuvre avec Vittorio Gassman dans Le Pigeon (I soliti ignoti) en 1958.
- D'abord scénariste et coréalisateur avec Mario Monicelli de 1949 à 1952, Steno nous régalera avec Un Américain à Rome (Un americano a Roma) en 1954 avec Sordi ou Les Week-ends de Néron (Mio figlio Nerone) en 1956 avec Sordi et De Sica.
- Luciano Emmer, très « utilisateur » de Marcello Mastroianni qui sait aussi se glisser dans des rôles héroï-comiques, réalisera Dimanche d'août (Domenica d'agosto) en 1950, Paris est toujours Paris (Parigi è sempre Parigi) en 1951, Les Fiancés de Rome (Le ragazze di piazza di Spagna) en 1952 et surtout Le Bigame (Il bigamo) en 1956.
- Vittorio De Sica, le merveilleux « touche-à-tout », va nous offrir en 1951, Miracle à Milan (Miracolo a Milano) dans le plus pur style néoréaliste rose et continuera dans cette veine avec Les Amants de Villa Borghese (Villa Borghese) en 1953, L'Or de Naples (L'oro di Napoli) en 1954 et Anna de Brooklyn (Anna di Brooklyn) en 1958.
- Luigi Comencini mettra en scène Vittorio De Sica et Gina Lollobrigida dans Pain, amour et fantaisie (Pane, amore e fantasia) en 1953 et Pain, amour et jalousie (Pane, amore e gelosia) en 1954, puis Sordi et Pampanini dans La Belle de Rome (La bella di Roma) en 1955.
- Antonio Pietrangeli va apporter sa contribution au genre comique avec Le Célibataire (Lo scapolo) en 1955 avec Sordi.
- Dino Risi se lance dans la comédie cinématographique, en 1955, en complétant la série de Luigi Comencini des Pain, amour… avec un troisième volet Pain, amour, ainsi soit-il (Pane, amore e…) où Sophia Loren remplace Gina Lollobrigida aux côtés de Vittorio De Sica. Il réalise, ensuite, sa propre trilogie avec, en 1957, Pauvres mais beaux (Poveri ma belli) suivi de Beaux mais pauvres (Belle ma povere) puis, en 1959, Pauvres Millionnaires (Poveri milionari), comédies dans lesquelles de jeunes petits bourgeois sont aux prises avec un monde qui les marginalise. En 1958, il met en scène Alberto Sordi dans Venise, la lune et toi (Venezia, la luna e tu).

La fin des années 1950 et, plus particulièrement, l'année 1958, vont, en quelque sorte, marquer un virage dans le style comique du cinéma italien, abandonnant la filière néoréalisme-néoréalisme rose (drames puis drames à happy-ends) au profit d'une réelle analyse de la société et d'une satire féroce, bref, une véritable comédie de mœurs.

## Les années 1960
Le néoréalisme a vécu. La comédie à l'italienne s'impose comme le nouveau courant d'un pays qui préfère donc traiter avec humour les soucis quotidiens, les problèmes sociaux, les « combinazioni » politiques, le passé et l'histoire, le boum économique et social, les aspirations et les espoirs, auxquels sont confrontés les italiens.

### Les acteurs
De nouveaux acteurs vont venir enrichir les personnages de la comédie à l'italienne :
Nino Manfredi va incarner des personnages truculents, grotesques voire monstrueux, ce sera le bouffon de la comédie.
Ugo Tognazzi va exceller dans des rôles de maris adultères ou trompés et autres personnages savoureusement absurdes et sardoniques. Du côté des comédiennes, Monica Vitti, après une série de remarquables performances dramatiques sous la direction de Michelangelo Antonioni, connaît une spectaculaire reconversion comique, par exemple dans La Fille au pistolet (La ragazza con la pistola) de Monicelli. À l'aube des années soixante, la toute jeune Catherine Spaak crée un personnage original d'adolescente aux mœurs libres qui illumine au passage plusieurs classiques du genre comme Le Fanfaron (Il sorpasso), Elle est terrible (La voglia matta) ou La Vie ardente (La calda vita).

### Les scénaristes
Pas de changement parmi les scénaristes. Les hommes de la décennie précédente vont continuer à alimenter le cinéma comique en lui fournissant des sujets toujours plus délirants.

### Les réalisateurs et leurs films
C'est à un véritable renouveau du cinéma italien que vont participer les réalisateurs spécialistes du genre. Et la satire va se faire encore plus critique. La politique, la dernière guerre, le « boom » économique, la moralité « catholique », le « couple » à l'italienne, entre autres, seront sujets à ridicule.
- Le maître Monicelli va poser un regard acerbe sur l'inutilité de la guerre dans La Grande Guerre (La grande guerra) avec Alberto Sordi, Vittorio Gassman et Silvana Mangano en 1959, puis sur la vanité des intellectuels et militants dans Les Camarades (I compagni) avec Marcello Mastroianni et Renato Salvatori en 1963. Viendra ensuite une farce joyeuse concoctée par Age-Scarpelli, en 1966, L'Armée Brancaleone (L'armata Brancaleone) où Vittorio Gassman va camper le rôle de chevalier plus atypique et fanfaron que jamais.
- Dans la série des films à l'italienne, Vittorio De Sica va insérer en 1962 son Mariage à l'italienne (Matrimonio all'italiana) avec Sophia Loren et Marcello Mastroianni. Il va ensuite collaborer à la réalisation du film à sketches Les Sorcières (Le streghe) en 1966.
- De Luigi Comencini, il faut retenir les péripéties tragicomiques de fin de guerre d'Alberto Sordi dans La Grande Pagaille (Tutti a casa) en 1960, et les mésaventures du naïf Nino Manfredi, évadé malgré lui, dans À cheval sur le tigre en 1961.
- Toujours plus satirique, toujours plus sarcastique dans ses portraits, Dino Risi va nous livrer, quasiment à raison d'une par an, de superbes réalisations où les rôles principaux seront essentiellement tenus par Gassman, Sordi, Tognazzi et Manfredi. Ce seront successivement la vie d'escroc et de m'as-tu-vu de L'Homme aux cent visages (Il mattatore) en 1960, les affres d'un « loser » qui a vraiment Une vie difficile (Una vita difficile) en 1961, la confrontation du très sérieux Jean-Louis Trintignant avec Gassman, Le Fanfaron (Il sorpasso) en 1962, un regard acerbe sur la montée du fascisme dans La Marche sur Rome (La marcia su Roma) également en 1962, une série de portraits d'individus tous plus odieux les uns que les autres, qui se conduisent comme des Monstres (I mostri) en 1963, série qui sera complétée en 1969 par Une poule, un train… et quelques monstres (Vedo nudo) et en 1977 par Les Nouveaux Monstres (I nuovi mostri), ainsi qu'une satire iconoclaste de l'infirmité avec Fais-moi très mal mais couvre-moi de baisers (Straziami, ma di baci saziami) en 1968.
- Le western spaghetti, lancé par le réalisateur Sergio Leone livrera, notamment avec Clint Eastwood et Eli Wallach, des personnages typiques de la commedia dell'arte, mais transposés dans un univers de conquête de l'Ouest. Pour une poignée de dollars (1964), Et pour quelques dollars de plus (1965) et Le Bon, la Brute et le Truand (1966), connue sous le nom de trilogie du dollar, va livrer des personnages au caractère typique de ce genre théâtral italien ancien.

Aux côtés des « maîtres de la caméra » satirique déjà en place, de nouveaux réalisateurs vont apparaître.
- Pietro Germi se « spécialise » dans la peinture satirique des habitudes matrimoniales et sexuelles d'une population toujours très influencée par la morale religieuse. Cela nous vaudra les délirants Divorce à l'italienne (Divorzio all'italiana) en 1961 avec Marcello Mastroianni et Stefania Sandrelli, Séduite et Abandonnée (Sedotta e abbandonata) en 1964 avec Stefania Sandrelli, Ces messieurs dames (Signore & signori) en 1965 avec Virna Lisi et Beaucoup trop pour un seul homme (L'immorale) en 1967 avec Ugo Tognazzi et Stefania Sandrelli.
- Tout en continuant son activité de scénariste, Ettore Scola va passer derrière la caméra au milieu des années 1960, souvent assisté par Ruggero Maccari. Les films Parlons femmes (Se permettete parliamo di donne) en 1964 avec Vittorio Gassman, Belfagor le Magnifique (L'arcidiavolo) en 1966 avec Vittorio Gassman, ou Nos héros réussiront-ils à retrouver leur ami mystérieusement disparu en Afrique ? (Riusciranno i nostri eroi a ritrovare l'amico misteriosamente scomparso in Africa?) en 1968 avec Alberto Sordi, Bernard Blier et Nino Manfredi seront des petites merveilles du genre.
- Le premier film comique de Lina Wertmüller va être une réponse à Ettore Scola avec Cette fois-ci, parlons des hommes (Questa volta parliamo di uomini) en 1965 avec Nino Manfredi.
- Après le succès populaire de sa suite du Pigeon (I soliti ignoti), Hold-up à la milanaise (Audace colpo dei soliti ignoti), Nanni Loy s'affirme comme un des maîtres méconnus du genre et signe notamment une féroce satire de mœurs à la tonalité quasi anthropologique, À l'italienne (Made in Italy).
- Plusieurs vétérans trouvent aussi dans ce nouveau tournant satirique l'occasion de poursuivre un discours entamé à l'époque du néoréalisme rose : ainsi Luigi Zampa avec L'Agent (Il vigile) et Les Années rugissantes (Anni ruggenti), Alberto Lattuada avec L'Homme de la mafia (Mafioso), Alessandro Blasetti avec Moi, moi, moi et les autres (Io, io, io… e gli altri) et L'Amant fantôme (La ragazza del bersagliere).

## Les années 1970
Sur la lancée des années 1960, la comédie italienne, qui ne manque pas de sujets grâce à des scénaristes toujours plus inventifs, va continuer à regarder le monde avec un humour toujours plus grinçant dans sa critique de la société. Sur le plan économique, le fossé se creuse entre l'Italie du nord, la plus industrialisée, et le Mezzogiorno agricole et en perte de vitesse, la crise économique qui pointe. Au plan des mœurs, les nouvelles interrogations de la société sur des sujets ordinaires comme la vieillesse, la condition féminine, les attentats, la vie quotidienne de plus en plus trépidante, sont regardées par des caméras à l'œil caustique et critique.

### Les acteurs
Certains acteurs vont être de moins en moins présents sur les écrans comme Peppino De Filippo, Aldo Fabrizi ou Gino Cervi ; Totò, lui, était décédé en 1967.
Cependant, toujours vaillants, Alberto Sordi, Vittorio Gassman, Marcello Mastroianni, Ugo Tognazzi ou Nino Manfredi sont toujours là pour égayer les écrans italiens.

### Les scénaristes
Pas de changement parmi les scénaristes. Les hommes de la décennie précédente vont continuer à alimenter le cinéma comique en lui fournissant des sujets toujours plus délirants.

### Les réalisateurs et leurs films
- Mario Monicelli tourne en ridicule l'armée italienne dans Nous voulons les colonels (Vogliamo i colonnelli) en 1973, nous offre les délires de cinq joyeux drilles adultes dans Mes chers amis (Amici miei) en 1975 puis une satire de la bureaucratie qui tourne au drame avec Alberto Sordi dans Un bourgeois tout petit petit (Un borghese piccolo piccolo) en 1977.
- Luigi Comencini transpose sa satire de la société dans une Venise où la fourberie et les mensonges sont la vie quotidienne avec Casanova, un adolescent à Venise (Infanzia, vocazione e esperienze di Giacomo Casanova, Veneziano) en 1969, nous présente un Sordi escroc sans scrupules dans L'Argent de la vieille (Lo scopone scientifico) en 1972, peint les affres d'un quiproquo entre frère et sœur qui se retrouvent mari et femme dans Mon Dieu, comment suis-je tombée si bas ? (Mio Dio, come sono caduta in basso!) en 1974, étale l'égoïsme, l'hypocrisie et la bassesse de gens ordinaires dans la tourmente de la société de consommation avec Le Grand Embouteillage (Ingorgo - Una storia impossibile) en 1979 ou montre la tartufferie d'un représentant en livres religieux avec L'Imposteur (Cercasi Gesù) en 1982.
- Dino Risi : La Femme du prêtre (La moglie del prete) en 1970, Au nom du peuple italien (In nome del popolo italiano) en 1971, Rapt à l'italienne (Mordi e fuggi) en 1973, Parfum de femme (Profumo di donna) en 1975, La Carrière d'une femme de chambre (Telefoni bianchi) en 1975, Dernier amour (Primo amore) en 1978, Cher papa (Caro papa) en 1979.
- Ettore Scola : Drame de la jalousie (Dramma della gelosia - tutti i particolari in cronaca) en 1970, Nous nous sommes tant aimés (C'eravamo tanto amati) en 1974, La Terrasse (La terrazza) en 1980, Affreux, sales et méchants (Brutti sporchi e cattivi) en 1976.

## Des années 1980 à nos jours
La tournure parfois condescendante prise au fil des années par certaines productions va lasser le public et favoriser l'émergence de nouveaux réalisateurs et d'une nouvelle génération d'acteurs. Désireux de retrouver l'essence du comique pur, en se tournant vers le vaudeville, des réalisateurs comme Carlo Vanzina, et son frère, le scénariste et producteur Enrico Vanzina, ainsi que le duo d'acteurs Massimo Boldi et Christian De Sica en sont les initiateurs.
Sapore di mare tourné en 1982 incarne ce renouveau.
Depuis cette date, de nombreux réalisateurs se sont illustrés dans ce genre très apprécié à l'instar de Neri Parenti (Vacanze di Natale a Cortina (it)) ou encore Paolo Costella (Matrimonio al Sud (it)).